# Autonomer Kreis der Chanten und Mansen/Jugra
Koordinaten: 62° 0′ N, 72° 30′ O
Der Autonome Kreis der Chanten und Mansen, auch als Jugra bezeichnet, (russisch Ханты-Мансийский автономный округ — Югра / Chanty-Mansijski awtonomny okrug — Jugra; chantisch Хӑнты-Мансийской автономной округ — Югра) ist eine Verwaltungseinheit in Russland. Er ist ein Autonomer Kreis innerhalb der Oblast Tjumen und ein Föderationssubjekt der Russischen Föderation.

## Geographie
Der Autonome Kreis liegt östlich des Uralgebirges im Westsibirischen Tiefland. Der Ob und sein wichtigster Nebenfluss, der Irtysch, durchfließen die Region.

## Bevölkerung
Die Chanten und die Mansen, finno-ugrische Völker, die die nächsten Verwandten der Magyaren darstellen, sind die Titularnationen. Allerdings machen sie nur noch einen Bruchteil der Bevölkerung aus, die meisten Einwohner sind Russen. Dieser Trend hat sich durch die Entdeckung und Ausbeutung der Erdölfelder noch verstärkt.
Bei der letzten russischen Volkszählung 2010 wurden 1.532.243 Einwohner erfasst. Davon waren mehr als 60 % Russen. Hohe Minderheitenanteile weisen auch die Ukrainer und Tataren auf. Die Baschkiren, Tschuwaschen und Komi stammen aus anderen autonomen Gebieten.
Daneben sind seit 1970 zahlreiche:
- Aserbaidschaner (1970: 136; 2010: 26.037),
- Belarussen (1970: 3.362; 2010: 14.703),
- Kumyken (1970: 5; 2010: 13.849),
- Lesgier (1970: 44; 2010: 13.335),
- Usbeken (1970: 57; 2010: 9.970),
- Tadschiken (1970: 23; 2010: 9.793),
- Moldawier (1970: 579; 2010: 9.476),
- Tschetschenen (1970: 68; 2010: 6.889) und Armenier (1970: 147; 2010: 6.343) zugewandert.

Zudem leben auch Russlanddeutsche im Gebiet.
| Chanten | 12.238 | 13,1 % | 11.435  | 9,2 %  | 12.222  | 4,5 %  | 11.219  | 2,0 %  | 11.827    | 0,9 %  | 17.128    | 1,2 %  | 19.068    | 1,2 %  |
| Mansen | 5.768  | 6,2 %  | 5.644   | 4,6 %  | 6.684   | 2,5 %  | 6.156   | 1,1 %  | 6.562     | 0,5 %  | 9.894     | 0,7 %  | 10.977    | 0,7 %  |
| Russen | 67.616 | 72,5 % | 89.813  | 72,5 % | 208.500 | 76,9 % | 423.792 | 74,3 % | 850.297   | 66,3 % | 946.590   | 66,1 % | 973.978   | 63,6 % |
| Tataren | 2.227  | 2,4 %  | 2.938   | 2,4 %  | 14.046  | 5,2 %  | 36.898  | 6,5 %  | 97.689    | 7,6 %  | 107.637   | 7,5 %  | 108.899   | 7,1 %  |
| Ukrainer | 1.111  | 1,2 %  | 4.363   | 3,5 %  | 9.986   | 3,7 %  | 45.484  | 8,0 %  | 148.317   | 11,6 % | 123.238   | 8,6 %  | 91.323    | 6,0 %  |
| Baschkiren | 9      | 0,0 %  | 91      | 0,1 %  | 1.244   | 0,5 %  | 7.522   | 1,3 %  | 31.151    | 2,4 %  | 35.807    | 2,5 %  | 35.428    | 2,3 %  |
| Belarussen | 141    | 0,2 %  | 1.281   | 1,0 %  | 3.362   | 1,2 %  | 7.555   | 1,3 %  | 27.775    | 2,2 %  | 20.518    | 1,4 %  | 14.703    | 1,0 %  |
| Tschuwaschen | 45     | 0,0 %  | 289     | 0,2 %  | 1.929   | 0,7 %  | 4.739   | 0,8 %  | 13.959    | 1,1 %  | 15.261    | 1,1 %  | 13.596    | 0,9 %  |
| Mari | 34     | 0,0 %  | 54      | 0,0 %  | 712     | 0,3 %  | 1.791   | 0,3 %  | 5.801     | 0,5 %  | 7.309     | 0,5 %  | 7.289     | 0,5 %  |
| Deutsche | 177    | 0,2 %  | 2.059   | 1,7 %  | 2.069   | 0,8 %  | 3.499   | 0,6 %  | 8.929     | 0,7 %  | 8.292     | 0,6 %  | 6.828     | 0,4 %  |
| Komi | 2.436  | 2,6 %  | 2.803   | 2,3 %  | 3.150   | 1,2 %  | 3.105   | 0,5 %  | 3.000     | 0,2 %  | 3.081     | 0,2 %  | 2.364     | 0,15 % |
| Nenzen | 852    | 0,9 %  | 815     | 0,7 %  | 940     | 0,3 %  | 1.003   | 0,18 % | 1.144     | 0,09 % | 1.290     | 0,09 % | 1.438     | 0,09 % |
| Andere | 620    | 0,7 %  | 2.341   | 1,9 %  | 6.313   | 2,3 %  | 18.000  | 3,2 %  | 75.945    | 5,9 %  | 136.772   | 9,5 %  | 246.352   | 16,1 % |
| Einwohner | 93.274 | 100 %  | 123.926 | 100 %  | 271.157 | 100 %  | 570.763 | 100 %  | 1.282.396 | 100 %  | 1.432.817 | 100 %  | 1.532.243 | 100 %  |
| 1 102.138 Personen konnten keiner Volksgruppe zugeteilt werden. Diese Leute verteilen sich vermutlich anteilmäßig gleich wie die ethnisch zugeschiedenen Einwohner. |        |        |         |        |         |        |         |        |           |        |           |        |           |        |

## Geschichte
Das Gebiet, das ursprünglich als Jugorien bzw. Jugra bekannt war, wurde im 12. und 13. Jahrhundert von Kaufleuten aus Nowgorod besucht. 1582 wurde es von Jermak erobert und kam unter russische Vorherrschaft.
Am 10. Dezember 1930 wurde der Nationale Kreis der Ostjaken und Wogulen (Остя́ко-Вогу́льский национа́льный о́круг) im Bestand der Oblast Ural gegründet. Das Verwaltungszentrum war zunächst Samarowo und wurde 1931 nach Ostjako-Wogulsk verlegt, das später in Chanty-Mansijsk umbenannt wurde. Nach der Auflösung der Oblast Ural zum 17. Januar 1934 gehörte der Nationale Kreis zur Oblast Ob-Irtysch, die zum 7. Dezember 1934 in der Oblast Omsk aufging. Zum 23. Oktober 1940 wurde der Nationale Kreis der Ostjaken und Wogulen in Nationaler Kreis der Chanten und Mansen umbenannt. Zum 14. August 1944 wurde er aus der Oblast Omsk ausgegliedert und ist seitdem Teil der Oblast Tjumen. Zum 7. Oktober 1977 wurde die Bezeichnung aller Nationalen Kreise zu Autonomer Kreis (Okrug, auch übersetzt als „Bezirk“) geändert. 2003 wurde der offizielle Name des Föderationssubjekts um das Wort „Jugra“ ergänzt.

## Wirtschaft
Die Erdöl- und Erdgasförderung ist der mit Abstand wichtigste Wirtschaftszweig. Der Autonome Kreis der Chanten und Mansen ist größter Erdölproduzent Russlands und besitzt das höchste regionale BIP pro Kopf der Bevölkerung aller Föderationssubjekte. Mit über 1,1 Millionen Rubel pro Kopf und Jahr (2007) liegt er nach diesem Parameter ungefähr auf dem Niveau Deutschlands.
Die traditionellen Wirtschaftszweige der Indigenen sind Rentierhaltung, Jagd und Fischfang. Diese sind durch die Folgen der Öl- und Gasförderung schwer in Mitleidenschaft gezogen, da die Gas- und Ölindustrie große Territorien in Beschlag nimmt und Weidegebiete im großen Stil zerstört oder zerschneidet. Knapp 70 Prozent der Ölkatastrophen in Russland werden in den autonomen Bezirken Chanty-Mansijsk und Jamal-Nenzen verzeichnet, wo ungefähr 60 Prozent des russischen Erdöls gefördert werden (siehe auch: Ölpest in Westsibirien).

## Politik
Gouverneur des Autonomen Kreises ist seit 2010 Natalja Komarowa, die in diesem Amt Alexander Filipenko abgelöst hat. Die Duma des Autonomen Kreises der Chanten und Mansen/Jugra ist das Einkammerparlament.

## Verwaltungsgliederung
Der Autonome Kreis der Chanten und Mansen/Jugra gliedert sich in 9 Rajons und 13 Stadtkreise.

## Städte
Verwaltungszentrum des Autonomen Kreises ist Chanty-Mansijsk. Die größten Städte sind Surgut, Nischnewartowsk und Neftejugansk. Insgesamt gibt es im Autonomen Kreis 16 Städte und 24 Siedlungen städtischen Typs. Alle größeren Städte bilden Stadtkreise.
| Name            | Russisch       | Einwohner (14. Oktober 2010) |
| --------------- | -------------- | ---------------------------- |
| Surgut          | Сургут         | 306.675                      |
| Nischnewartowsk | Нижневартовск  | 251.694                      |
| Neftejugansk    | Нефтеюганск    | 122.855                      |
| Chanty-Mansijsk | Ханты-Мансийск | 80.151                       |
| Kogalym         | Когалым        | 58.181                       |
| Njagan          | Нягань         | 54.890                       |